# عبد العزيز إسماعيل باشا
الدكتور عبد العزيز إسماعيل باشا (1889 ـ 1942)  هو طبيب مصري، كان أستاذًا بمدرسة الطب المصرية.
ولد عبد العزيز إسماعيل في مدينة بلقاس بمديرية الغربية آنذاك (تتبع حاليا محافظة الدقهلية)، وتعلم الطب بمدرسة قصر العيني بالقاهرة، ثم في إنجلترا، حيث حصل على عضوية كلية الجراحين الملكية، وزمالة كلية الأطباء الملكية، إلى جانب درجة الدكتوراه في طب المناطق الحارة. عمل أستاذًا للأمراض الباطنة بمدرسة طب قصر العيني، ثم أستاذًا للدراسات العالية بها.

## صفاته
وصفه آرثر سيسيل ألبورت ـ الذي كان أستاذًا للطب بجامعة فؤاد الأول ـ في كتابه «عدل ساعة» بأنه كان طبيبًا بارعًا، وأن شغله الشاغل بعد ممارسة الطب كان تنمية ثروته من مصادر متنوعة، كما ذكر أنه كان يوصف بأنه «متدين حقيقي» و«حجة في تفسير القرآن»، غير أنه ـ والكلام لألبورت ـ لم يكن مهتمًا بالتدريس عمومًا، وكان يكره موسم الامتحانات، رغم كونه أكثر من قابلهم ألبورت ذكاء، على حد وصف ألبورت، الذي كان يراه ممتحنًا منصفًا، كما كان يراه «إنسانًا مستقيمًا» يتمتع بفضيلة الرجوع إلى الحق إذا اقتنع أنه كان على خطأ.

## من مؤلفاته
- الإسلام والطب الحديث (مطبعة الاعتماد، 1357 هـ)
- الطب والقرآن
- عدة مقالات علمية في الدوريات الطبية الإنجليزية وفي المجلة الطبية المصرية.[2]

## رتبة الباشوية
حصل الدكتور عبد العزيز إسماعيل على رتبة الباشوية في 15 فبراير 1937.

## وفاته
توفي عبد العزيز إسماعيل باشا بالقاهرة سنة 1942، وقد كانت وفاته فجأة، في الثالثة والخمسين من عمره، أثناء سيره في حديقة منزله بعد تناوله طعام الإفطار.
عزا سيسيل ألبورت وفاة عبد العزيز باشا إلى «إجهاد العمل»؛ لأنه لم يكن يراعي صحته بالقدر الكافي رغم أنه كان مريضًا بارتفاع ضغط الدم، قائلًا إن عبد العزيز باشا كان قد تلقى تحذيرًا بوفاته، وأنه أخبر أسرته صبيحة يوم وفاته بأنه رأى في المنام عمًا له كان قد توفي منذ سنوات يبلغه بأن يحزم حقائبه لأنه سيفارق هذا العالم.
وقد أقامت مدرسة طب قصر العيني سرادق تأبين له في حرم مستشفى قصر العيني، ورثاه سيسيل ألبورت في ذلك الحفل بقصيدة.